# Окінавська мова
Окінавська мова (沖縄口/ウチナーグチ Uchinaaguchi [ʔut͡ɕinaːɡut͡ɕi]), центральноокінавська мова, або окінавський діалект (яп. 沖縄方言, Okinawa hōgen) — північно-рюкюська мова, якою розмовляють здебільшого у південній половині острова Окінава та на найближчих до нього островах: Карема, Кумеджіма, Тонакі, Аґуні і декількох менших за розміром. Окінавська мова відрізняється від діалекту північної частини Окінави, яку класифікують як окрему куніґамську мову. Обидві мови класифікуються як неблагополучні в «Атласі мов світу, що знаходяться під загрозою зникнення» ЮНЕСКО (UNESCO Atlas of the World's Languages in Danger) з дати його виходу у лютому 2009 року.
Хоча окінавська мова має декілька місцевих діалектів, діалект району Шюрі міста Наха зазвичай вважається стандартом, оскільки він використовувався як офіційна мова королівства Рюкю з часу правління короля Шьо Шіна (1477—1526). Крім того, оскільки Шюрі, колишня столиця королівства, була побудована довкола королівського палацу, мова, якою спілкувався королівський двір, стала регіональною і фактично стандартом, який часто використовувався у піснях та віршах, написаних у той період.
В Японії окінавську мову часто розглядають не як окрему мову, а як окінавський діалект (яп. 沖縄方言, Okinawa hōgen) японської мови, чи, точніше, центральний та південний окінавські діалекти. Оскільки використання окінавської мови сьогодні не унормоване, носії окінавської мови переходять на вживання японської мови. Мешканці Окінави віддають перевагу використовувати стандартну японську мову з огляду на схожість цих двох мов, існування стандартизованої та централізованої системи освіти, використання японської мови в засобах масової інформації та з огляду на сильні соціальні та бізнес-зв'язки з материковою Японією. Багато осіб старшого покоління все ще розмовляють окінавською мовою. Вона досі залишається у вжитку в популярній музиці, туристичних шоу та театрах, в яких виконують учінаа шібай (uchinaa shibai), місцеві драми, що зображують традиційні окінавські звичаї.

## Історія

### Період до виникненнякоролівства Рюкю
Окінавська мова — мова японської мовної сім'ї, яка походить від стародавньої японської мови. Вважається, що рюкюські мови могли відділитися від майбутньої японської мови вже у I столітті н. е. і не пізніше XII століття н. е. Китайські та японські ієрогліфи почали використовуватися для рюкюських мов японськими місіонерами у 1265 році.

### Період королівства Рюкю
До васалізації королівства Рюкю князівством Сацума на письмі значно частіше послуговувалися хіраґаною (японською складовою абеткою), а не кандзі (ієрогліфами). Вірші зазвичай записували за допомогою хіраґани і лише інколи використовували кандзі. За правління короля Шьо Шіна окінавська мова отримала статус офіційної мови королівства Рюкю.
Після васалізації Рюкю князівством Сацума в поезії почали використовувати частіше кандзі. Незважаючи на зміни, офіційні рюкюські документи записувалися класичною китайською мовою.
У 1609 році королівство Рюкю визнало сюзеренітет князівства Сацума з півдня Японії. Втім, правителі князівства Сацума не сильно втручалися у справи Рюкю через страх вступити в конфлікт з Китаєм, який тоді мав сильніші торговельні відносини з Рюкю.

### Період від японської анексії до кінцяДругої світової війни
Більшість населення Окінави продовжувало розмовляти окінавською мовою, коли у 1879 році королівство Рюкю було анексоване Японією. Через десять років уряд Японії почав здійснювати політику асиміляції (японізації) островів, внаслідок чого рюкюські мови поступово зазнавали різних утисків. Основним засобом японізації стала система освіти — діти Окінави вивчати японську мову і каралися за вживання рідної окінавської мови, яка вважалася новою владою лише діалектом японської мови. До 1945 року на Окінавських островах було вже чимало людей, які розмовляли японською мовою або були двомовними. Під час битви за Окінаву деякі жителі Окінави були вбиті японськими солдатами за спілкування окінавською мовою.
Перехід мешканців Рюкюських островів на японську мову почався у 1879 році, після анексії Японією королівства Рюкю і створення префектури Окінава. До управління префектурою залучалися люди з префектури Каґосіма, де раніше існувало князівство Сацума, сюзерен королівства Рюкю. Ця політика сприяла як модернізації Окінави, так і переходу на японську мову її мешканців. Як результат, японська мова стала стандартною мовою в управлінні, освіті, засобах масової інформації та літературі.
1902 року Комітет дослідження рідної (національної) мови (яп. 国語調査委員会) почав процес мовної уніфікації Японії до стандартної японської мови. Цей процес став причиною мовної стигматизації багатьох місцевих мов та діалектів у Японії, включно з окінавською мовою. Після посилення дискримінації мешканці Окінави почали частіше переходити на стандартну японську мову.

### Американська окупація
Під час окупації Окінавських островів Сполученими Штатами Америки здійснена спроба відродити та стандартизувати окінавську мову. Втім, це не мало великого успіху, тому перевага була віддана японській мові. Генерал Дуглас Макартур намагався поширювати окінавські мови та культуру за допомогою системи освіти.

### Після повернення островів Японії
Після повернення Окінави Японії японська мова продовжила посідати панівне становище. Більшість мешканців Окінави молодших поколінь розмовляють лише японською мовою (окінавською японською мовою). Такі діячі як Фіджа Байрон (англ. Fija Byron; яп. ふぃじゃバイロン) та Ноборікава Сейджін (登川誠仁 Noborikawa Seijin) робили спроби відродити вживання окінавської мови, але, незважаючи на це, небагато мешканців Окінави виявляють бажання вивчати окінавську мову.

## Поширеність
За оцінкою 2000 року нараховується 984 000 носіїв окінавської мови. Вона поширена у центральній та південній частині острова Окінава, на островах Карема, Кумеджіма, Тонакі, Аґуні, менших островах, розташованих західніше Окінави, а також у спільнотах окінавських іммігрантів у Бразилії. Окінавською мовою володіє здебільшого старше покоління.

### За межами Японії
Окінавською мовою все ще розмовляють спільноти іммігрантів з Окінави у Бразилії. Перші іммігранти з Окінави прибули до Бразилії у 1908 році. Потрапивши до нової країни, вони отримали змогу вільно розмовляти рідною мовою, зберігши таким чином свою мову та культуру дотепер. Сьогодні окінавська мова залишається живою, насамперед, завдяки діяльності окінавсько-японських центрів та товариств у штаті Сан-Паулу.

### Діалекти
Виокремлюють такі діалекти окінавської мови: діалекти Кудака, Наха, Шюрі, Торошіма. Японська та рюкюські мови відрізняються досить сильно, щоб їх носії не розуміли один одного. Рюкюські мови містять 62-70 % спільної лексики з токійським діалектом японської мови.

## Класифікація
Окінавську та куніґамську мови інколи об'єднують в єдину групу окінавських мов. Втім, не всі лінгвісти погоджуються з таким групуванням, деякі з них вважають куніґамську мову діалектом окінавської мови. Крім того, окінавську мову інколи об'єднують у єдину з амамійською мовою (або амамійськими мовами) групу північно-рюкюських мов.

### Діалект японської мови
Окінавська мова розглядалася як діалект японської мови у рамках політики асиміляції з часу створення префектури Окінава. Пізніше такі японські лінгвісти, як Тоджьо Місао, який вивчав рюкюські мови, стверджували, що ці мови справді є діалектами японської мови. Причиною такої точки зору є упевненість в тому, що Японія є однорідною країною (один народ, одна мова, одна нація), тому класифікація рюкюських мов як окремих мов підірвала б довіру до цього переконання. Сьогодні уряд Японії продовжує вважати окінавську мову діалектом, японською мовою окінавську мову називають 沖縄方言 (okinawa hōgen), або 沖縄弁 (okinawa-ben), що перекладається як «окінавський діалект (японської мови)». Політика асиміляції у поєднанні з посиленими зв'язками материкової Японії та Окінави через засоби масової інформації та економіку стали причиною виникнення місцевого діалекту японської мови (окінавської японської мови).

### Діалект рюкюської мови
Окінавський лінгвіст Накасоне Сейдзен вважав рюкюські мови групою схожих між собою діалектів. Оскільки у кожної спільноти є свій окремий діалект, серед них немає «єдиної мови». Накасоне пояснював цю різноманітність ізоляцією, викликаною тривалим життям на одному місці, посилаючись на історію своєї матері, яка хотіла відвідати місто Наґо, проте ніколи так і не здійснила цієї 25-кілометрової подорожі.

### Окрема мова
За межами Японії окінавська мова вважається окремою від японської мовою. Вперше про це заявив професор Безіл Чемберлен, порівнявши зв'язок між цими двома мовами із зв'язками, які мають між собою романські мови. ЮНЕСКО класифікує окінавську мову як мову під загрозою зникнення.

## Соціолінгвістика
2009 року ЮНЕСКО внесла шість говірок окінавської мови до списку мов, що знаходяться під загрозою зникнення. Окінавська мова має високу загрозу зникнення через перехід її носіїв на стандартну японську мову. Всередині Японії окінавська мова вже тривалий час вважається діалектом стандартної японської мови. Одним з прикладів мовної дискримінації були «діалектні стрічки», які використовувалися у XX столітті багатьма школами для покарання учнів, що розмовляли окінавською мовою. Як наслідок стигматизації місцевих мов у минулому, сьогодні багато носіїв окінавської мови віддають перевагу не навчати молодше покоління рідної мови.
Зважаючи на відсутність підтримки з боку освітньої ради Окінави, окінавська мова залишається слабко представленою в офіційних установах попри здійснені спроби зупинити мовну асиміляцію: навчання на Окінаві здійснюється винятково японською мовою, а окінавська мова не викладається навіть у ролі другої мови у школі. Як наслідок, принаймні два покоління мешканців Окінави не отримували ніяких відомостей про їх місцеві мови як вдома, так і в школі.

## Фонологія

### Голосні
|             | Передні | Середні | Задні |
| ----------- | ------- | ------- | ----- |
| Високі      | i iː    | (ɨ)     | u uː  |
| Високо-сер. | e eː    |         | o oː  |
| Низькі      |         | a aː    |       |

В окінавській мові п'ять голосних звуків, кожен з яких може бути довгим або коротким, хоча короткі голосні /e/ та /o/ трапляються доволі рідко, оскільки вони містяться лише в декількох незапозичених словах окінавської мови з сильними («важкими») складами /Ceɴ/ або /Coɴ/, наприклад, /meɴsoːɾeː/ mensooree «ласкаво просимо» чи /toɴɸaː/ tonfaa. Голосні заднього ряду високого підняття /u/ та /uː/ є дійсно огубленими, на відміну від слабко огублених голосних звуків стандартної японської мови. Інколи приводиться шостий голосний звук /ɨ/ для пояснення відсутності явища палаталізації при зсуві голосної /e/, яке відбувається з приголосним перед /i/: */te/ → /tɨː/ tii «рука», */ti/ → /t͡ɕiː/ chii «кров». Однак на слух /ɨ/ вимовляється так само, як і /i/, причиною цьому, можливо, було те, що явище палаталізації передувало зсуву голосних.

### Приголосні
В окінавській мові нараховується приблизно 20 фонем, наведених у таблиці нижче, основні алофони зазначені в дужках.
|              | Губні | Ясенні | Ясунно-твердопіднебінні | Середньопіднебінні | Лабіовелярні | Задньоязикові | Гортанні |
| ------------ | ----- | ------ | ----------------------- | ------------------ | ------------ | ------------- | -------- |
| Носові       | m     | n      |                         |                    |              | (ŋ)           |          |
| Проривні     | p b   | t d    | t͡ɕ d͡ʑ                   |                    | kʷ ɡʷ        | k ɡ           | ʔ        |
| Фрикативні   | ɸ     | s (z)  | (ɕ)                     | (ç)                |              |               | h        |
| Одноударні   |       | ɾ      |                         |                    |              |               |          |
| Апроксиманти |       |        |                         | j                  | w            |               |          |

Архіфонема //n// — єдиний приголосний, який можна розглядати як коду складу.
Хоча система приголосних окінавської мови досить схожа на систему приголосних стандартної японської мови, вони дещо відрізняються на рівні фонем та алофонів. Зокрема, окінавська мова має лабілізовані (огублені) приголосні /kʷ/ та /ɡʷ/, які вийшли з вжитку у середній японській мові, має гортанну змичку /ʔ/, має глухий губно-губний фрикативний звук /ɸ/, який відрізняється від придихового звука (аспірата) /h/, та має два окремі африкати, які з'явилися внаслідок декількох різних фонетичних процесів. Крім того, в окінавські мові відсутні алофони [t͡s] та [d͡z], присутні в японській мові, в окінавській мові відбувся перехід голосної /u/ до /i/ після ясенних приголосних /t d s z/, і, як наслідок, перетворення [t͡su] tsu на [t͡ɕi] chi, [su] su на [ɕi] shi і [d͡zu] та [zu] на [d͡ʑi]. Також в окінавській мові немає окремої фонеми /z/, яка була об'єднана з /d͡ʑ/.

### Порівняння з японською мовою
В окінавській мові присутня своєрідна «формула» адаптації слів японської мови шляхом заміни: e на i, ki на chi, gi на ji, o на u і -awa на -aa. Використовуючи цю формулу, слово Окінава (Okinawa) транслітерується окінавською мовою як Учінаа (Uchinaa), її інколи приводять як доказ того, що окінавська мова є діалектом японської мови. Проте нею не можна пояснити існування таких непов'язаних між собою слів, як, наприклад, слова японської мови arigatō та його відповідника в окінавській мові nifeedeebiru (обидва перекладаються як «дякую»).
| Японська | Окінавська  | Примітки                                                           |
| -------- | ----------- | ------------------------------------------------------------------ |
| /e/      | /iː/        |                                                                    |
| /i/      | /iː/        |                                                                    |
| /a/      | /a/         |                                                                    |
| /o/      | /u/         |                                                                    |
| /u/      | /u/         |                                                                    |
| /ai/     | /eː/        |                                                                    |
| /ae/     | /eː/        |                                                                    |
| /au/     | /oː/        |                                                                    |
| /ao/     | /oː/        |                                                                    |
| /aja/    | /oː/        |                                                                    |
| /k/      | /k/         | також трапляється /ɡ/                                              |
| /ka/     | /ka/        | також трапляється /ha/                                             |
| /ki/     | /t͡ɕi/       | [t͡ɕi]                                                              |
| /ku/     | /ku/        | також трапляються /hu/, [ɸu]                                       |
| /si/     | /si/        | також трапляються /hi/, [çi]                                       |
| /su/     | /si/        | [ɕi]; у минулому розпізнавався як [si] також трапляється /hi/ [çi] |
| /tu/     | /t͡ɕi/       | [t͡ɕi]; у минулому розпізнавався як [tsi]                           |
| /da/     | /ra/        | об'єднані [d] та [ɾ]                                               |
| /de/     | /ri/        | об'єднані [d] та [ɾ]                                               |
| /do/     | /ru/        | об'єднані [d] та [ɾ]                                               |
| /ni/     | /ni/        | також трапляється мораїчна /ɴ/                                     |
| /nu/     | /nu/        | також трапляється мораїчна /ɴ/                                     |
| /ha/     | /ɸa/        | також рідко трапляється /pa/                                       |
| /hi/     | /pi/ ~ /hi/ |                                                                    |
| /he/     | /pi/ ~ /hi/ |                                                                    |
| /mi/     | /mi/        | також трапляється мораїчна /ɴ/                                     |
| /mu/     | /mu/        | також трапляється мораїчна /ɴ/                                     |
| /ri/     | /i/         | не афектований (незмінений) /iri/                                  |
| /wa/     | /wa/        | часто трапляється /a/                                              |

## Орфографія

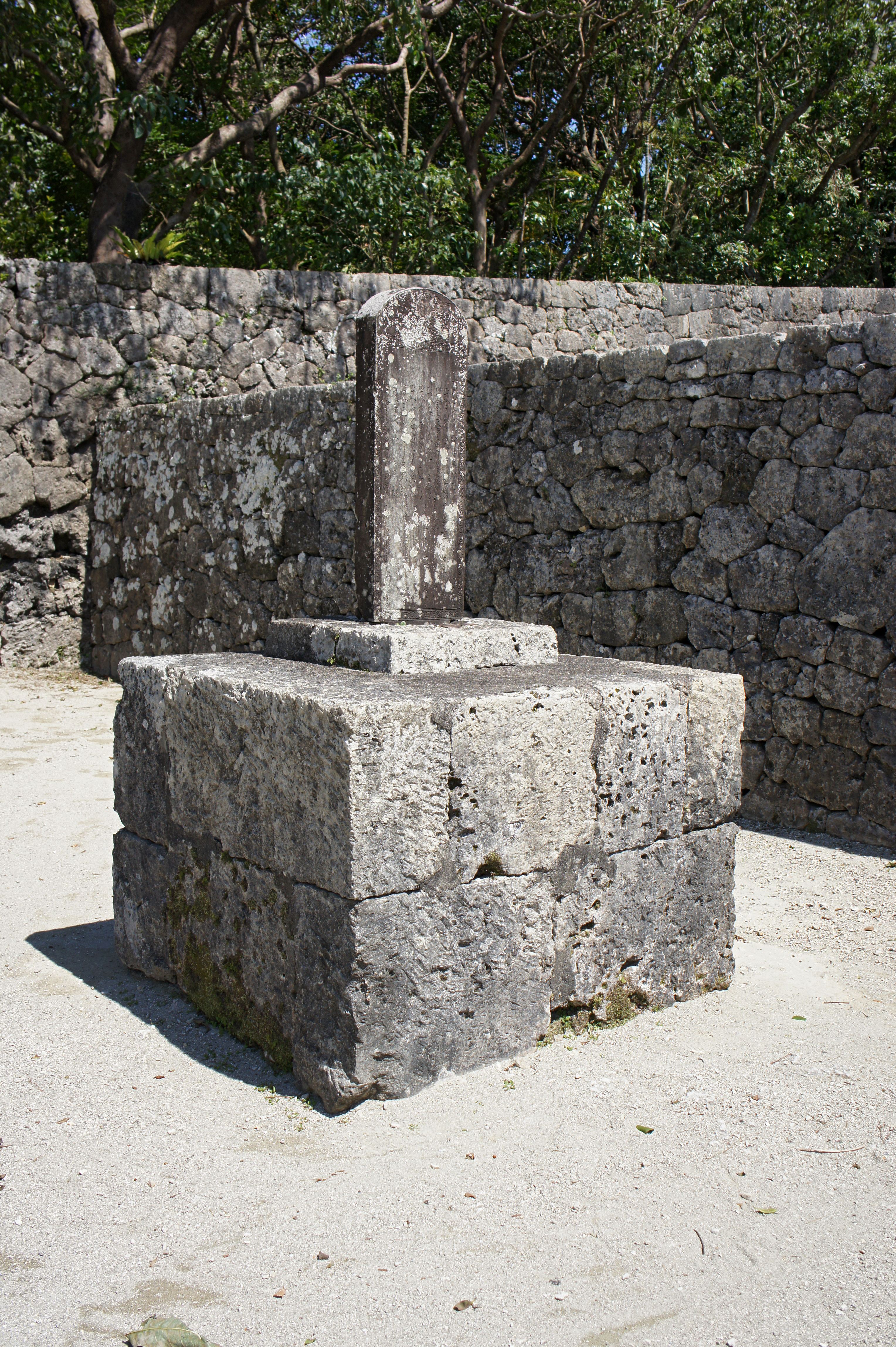
Напис Тамаудуна (玉陵の碑文 Tamaoton no Hinomon, або Tamaudun no Hinomon сучасною японською мовою), найстаріший відомий напис окінавською мовою, виконаний за допомогою хіраґани та кандзі.

Історично для запису окінавської мови використовувались одночасно кандзі та хіраґана. Вважається, що складова абетка хіраґана була перейнята королівством Рюкю від материкової Японії за правління короля Шюнтена на початку XIII століття. Цілком ймовірно, що до цього мешканці Окінави вже були знайомі з ханьцзи (китайською писемністю), оскільки королівство Рюкю тоді мало сильні торговельні зв'язки з Китаєм, Японією та Кореєю. Втім, хіраґана згодом отримала ширше прийняття на островах — більшість тогочасних документів та листів написані винятково за допомогою цієї абетки. Оморо-соші (おもろさうし Omoro Sōshi), зібрання пісень та віршів XVII століття, та низка документів того ж століття були написані винятково за допомогою хіраґани. Через зростаючий вплив материкової Японії і мовну спорідненість окінавської та японської мов поступово зросло використання кандзі. Втім, їх використання здебільшого обмежувалось документами, які відправлялися на материкову Японію. Найстаріший напис окінавською мовою за допомогою хіроґани міститься на кам'яній стелі у мавзолеї Тамаудун і датується 1501 роком.
Окінавську мову припинили використовувати в офіційному діловодстві після вторгнення на Окінаву у 1609 році роду Сімадзу з префектури Сацума. Натомість у вжиток увійшла стандарта японська писемна мова та камбун, один з видів письмової мови, заснований на класичній літературній китайській мові. Незважаючи на такі зміни, окінавська мова все ще широко застосовувалася в місцевій літературі аж до XIX століття. Після реставрації Мейдзі уряд Японії здійснив адміністративну реформу, ліквідувавши автономні хани (князівства) та замість них утворивши префектури. Фактично таким чином у 1879 році Японія анексувала острови Рюкю, утворивши водночас префектуру Окінава. У рамках урядової політики асиміляції на островах була впроваджена стандартизована система освіти та відкриті школи з навчанням японською мовою на основі токійського діалекту. Учні каралися за спілкування чи послуговування на письмі місцевим «діалектом». Одним із засобів покарання були так званні «діалектні картки» (方言札), які носили на собі порушники до завершення навчального дня в школі. Як наслідок, окінавську мову повністю припинили використовувати на письмі аж до окупації островів Сполученими Штатами у 1945 році.
З тих пір японські та американські вчені по-різному транскрибують окінавську мову за допомогою спеціальних схем латинізації чи катакани, вказуючи таким чином на відмінність цієї мови від стандартної японської мови. Прихильники окінавської мови здебільшого притримуються традиційного використання хіраґани та кандзі. У будь-якому випадку сучасні літературні твори окінавською мовою нерідко містять неузгодженості між собою через відсутність стандартизованого правопису окінавської мови.

### Складова абетка
Технічно, перелічені одиниці є скоріше морами, а не складами. Кожній морі в окінавській мові відповідає одна або дві кани. Якщо знаків кани два, то перший знак має нормальний розмір, а після нього записується зменшений у розмірі варіант звичайного знаку кани. Кожна комірка таблиці нижче містить такий порядок запису: верхній рядок — кана (хіраґана зліва та катакана справа, після крапки), у середньому рядку — ромадзі (за системою Гепберна), у нижньому рядку — транскрипція за МФА.
| ГолоснийПриголосний                                 | a                                   | i                        | u                                | e                                | o                                | ya                   | yi                 | yu                   | ye                 | yo                   | wa | wi | wu | we | wo | n |
| --------------------------------------------------- | ----------------------------------- | ------------------------ | -------------------------------- | -------------------------------- | -------------------------------- | -------------------- | ------------------ | -------------------- | ------------------ | -------------------- | --- | --- | --- | --- | --- | --- |
| —                                                   | あ・ア a [a]                        | い・イ i [i]             | う・ウ u [u]                     | え・エ e [e]                     | お・オ o [o]                     | や・ヤ ya [ja]       | いぃ・イィ yi [ji] | ゆ・ユ yu [ju]       | えぇ・エェ ye [je] | よ・ヨ yo [jo]       | わ・ワ wa [wa] | ゐ・ヰ wi [wi] | をぅ・ヲゥ wu [wu] | ゑ・ヱ we [we] | を・ヲ wo [wo] | ん・ン n [ɴ] ([n̩], [ŋ̣], [ṃ]) |
| Q (гортанна змичка)                                 | あ・ア Qa [ʔa]                      | い・イ Qi [ʔi]           | う・ウ Qu [ʔu]                   | え・エ Qe [ʔe]                   | お・オ Qo [ʔo]                   | っや・ッヤ Qya [ʔʲa] |                    | っゆ・ッユ Qyu [ʔʲu] |                    | っよ・ッヨ Qyo [ʔʲo] | っわ・ッワ Qwa [ʔʷa] | っゐ・ッヰ Qwi [ʔʷi] | | っゑ・ッヱ Qwe [ʔʷe] | っを・ッヲ Qwo [ʔʷo] | っん・ッン Qn [ʔɴ] ([ʔn̩], [ʔṃ]) |
| k                                                   | か・カ ka [ka]                      | き・キ ki [ki]           | く・ク ku [ku]                   | け・ケ ke [ke]                   | こ・コ ko [ko]                   | きゃ・キャ kya [kʲa] |                    | きゅ・キュ kyu [kʲu] |                    | きょ・キョ kyo [kʲo] | くゎ・クヮ kwa [kʷa] | くぃ・クィ kwi [kʷi] | | くぇ・クェ kwe [kʷe] | くぉ・クォ kwo [kʷo] | |
| g                                                   | が・ガ ga [ga]                      | ぎ・ギ gi [gi]           | ぐ・グ gu [gu]                   | げ・ゲ ge [ge]                   | ご・ゴ go [go]                   | ぎゃ・ギャ gya [gʲa] |                    | ぎゅ・ギュ gyu [gʲu] |                    | ぎょ・ギョ gyo [gʲo] | ぐゎ・グヮ gwa [gʷa] | ぐぃ・グィ gwi [gʷi] | | ぐぇ・グェ gwe [gʷe] | ぐぉ・グォ gwo [gʷo] | |
| s                                                   | さ・サ sa [sa]                      | すぃ・スィ si [si]       | す・ス su [su]                   | せ・セ se [se]                   | そ・ソ so [so]                   |                      |                    |                      |                    |                      | | | | | | |
| sh                                                  | しゃ・シャ sha [ɕa]                 | し・シ shi [ɕi]          | しゅ・シュ shu [ɕu]              | しぇ・シェ she [ɕe]              | しょ・ショ sho [ɕo]              |                      |                    |                      |                    |                      | | | | | | |
| z                                                   | ざ・ザ za [za]                      | ずぃ・ズィ zi [zi]       | ず・ズ zu [zu]                   | ぜ・ゼ ze [ze]                   | ぞ・ゾ zo [zo]                   |                      |                    |                      |                    |                      | | | | | | |
| j                                                   | じゃ・ジャ (ぢゃ・ヂャ) ja [dʑa]    | じ・ジ (ぢ・ヂ) ji [dʑi] | じゅ・ヂュ (ぢゅ・ヂュ) ju [dʑu] | じぇ・ジェ (ぢぇ・ヂェ) je [dʑe] | じょ・ジョ (ぢょ・ヂョ) jo [dʑo] |                      |                    |                      |                    |                      | | | | | | |
| t                                                   | た・タ ta [ta]                      | てぃ・ティ ti [ti]       | とぅ・トゥ tu [tu]               | て・テ te [te]                   | と・ト to [to]                   |                      |                    |                      |                    |                      | | | | | | |
| d                                                   | だ・ダ da [da]                      | でぃ・ディ di [di]       | どぅ・ドゥ du [du]               | で・デ de [de]                   | ど・ド do [do]                   |                      |                    |                      |                    |                      | | | | | | |
| ts                                                  | つぁ・ツァ tsa [tsa]                | つぃ・ツィ tsi [tsi]     | つ・ツ tsu [tsu]                 | つぇ・ツェ tse [tse]             | つぉ・ツォ tso [tso]             |                      |                    |                      |                    |                      | | | | | | |
| ch                                                  | ちゃ・チャ cha [tɕa]                | ち・チ chi [tɕi]         | ちゅ・チュ chu [tɕu]             | ちぇ・チェ che [tɕe]             | ちょ・チョ cho [tɕo]             | ya                   |                    | yu                   |                    | yo                   | | | | | | |
| n                                                   | な・ナ na [na]                      | に・ニ ni [ni]           | ぬ・ヌ nu [nu]                   | ね・ネ ne [ne]                   | の・ノ no [no]                   | にゃ・ニャ nya [ɲa]  |                    | にゅ・ニュ nyu [ɲu]  |                    | にょ・ニョ nyo [ɲo]  | \| довгий голосний \| подвоєний приголосний \| \| --------------------------------------------------- \| ----------------------------------- \| \| 〜（あ、い、う、え、お）・ー ~(a, i, u, e, o) ~[Vː] \| っ・ッ (будь-який приголосний) [Cː] \| | \| довгий голосний \| подвоєний приголосний \| \| --------------------------------------------------- \| ----------------------------------- \| \| 〜（あ、い、う、え、お）・ー ~(a, i, u, e, o) ~[Vː] \| っ・ッ (будь-який приголосний) [Cː] \| | \| довгий голосний \| подвоєний приголосний \| \| --------------------------------------------------- \| ----------------------------------- \| \| 〜（あ、い、う、え、お）・ー ~(a, i, u, e, o) ~[Vː] \| っ・ッ (будь-який приголосний) [Cː] \| | \| довгий голосний \| подвоєний приголосний \| \| --------------------------------------------------- \| ----------------------------------- \| \| 〜（あ、い、う、え、お）・ー ~(a, i, u, e, o) ~[Vː] \| っ・ッ (будь-який приголосний) [Cː] \| | \| довгий голосний \| подвоєний приголосний \| \| --------------------------------------------------- \| ----------------------------------- \| \| 〜（あ、い、う、え、お）・ー ~(a, i, u, e, o) ~[Vː] \| っ・ッ (будь-який приголосний) [Cː] \| | \| довгий голосний \| подвоєний приголосний \| \| --------------------------------------------------- \| ----------------------------------- \| \| 〜（あ、い、う、え、お）・ー ~(a, i, u, e, o) ~[Vː] \| っ・ッ (будь-який приголосний) [Cː] \| |
| h                                                   | は・ハ ha [ha]                      | ひ・ヒ hi [çi]           |                                  | へ・ヘ he [he]                   | ほ・ホ ho [ho]                   | ひゃ・ヒャ hya [ça]  |                    | ひゅ・ヒュ hyu [çu]  |                    | ひょ・ヒョ hyo [ço]  | \| довгий голосний \| подвоєний приголосний \| \| --------------------------------------------------- \| ----------------------------------- \| \| 〜（あ、い、う、え、お）・ー ~(a, i, u, e, o) ~[Vː] \| っ・ッ (будь-який приголосний) [Cː] \| | \| довгий голосний \| подвоєний приголосний \| \| --------------------------------------------------- \| ----------------------------------- \| \| 〜（あ、い、う、え、お）・ー ~(a, i, u, e, o) ~[Vː] \| っ・ッ (будь-який приголосний) [Cː] \| | \| довгий голосний \| подвоєний приголосний \| \| --------------------------------------------------- \| ----------------------------------- \| \| 〜（あ、い、う、え、お）・ー ~(a, i, u, e, o) ~[Vː] \| っ・ッ (будь-який приголосний) [Cː] \| | \| довгий голосний \| подвоєний приголосний \| \| --------------------------------------------------- \| ----------------------------------- \| \| 〜（あ、い、う、え、お）・ー ~(a, i, u, e, o) ~[Vː] \| っ・ッ (будь-який приголосний) [Cː] \| | \| довгий голосний \| подвоєний приголосний \| \| --------------------------------------------------- \| ----------------------------------- \| \| 〜（あ、い、う、え、お）・ー ~(a, i, u, e, o) ~[Vː] \| っ・ッ (будь-який приголосний) [Cː] \| | \| довгий голосний \| подвоєний приголосний \| \| --------------------------------------------------- \| ----------------------------------- \| \| 〜（あ、い、う、え、お）・ー ~(a, i, u, e, o) ~[Vː] \| っ・ッ (будь-який приголосний) [Cː] \| |
| f                                                   | ふぁ・ファ fa [ɸa]                  | ふぃ・フィ fi [ɸi]       | ふ・フ fu/hu [ɸu]                | ふぇ・フェ fe [ɸe]               | ふぉ・フォ fo [ɸo]               |                      |                    |                      |                    |                      | \| довгий голосний \| подвоєний приголосний \| \| --------------------------------------------------- \| ----------------------------------- \| \| 〜（あ、い、う、え、お）・ー ~(a, i, u, e, o) ~[Vː] \| っ・ッ (будь-який приголосний) [Cː] \| | \| довгий голосний \| подвоєний приголосний \| \| --------------------------------------------------- \| ----------------------------------- \| \| 〜（あ、い、う、え、お）・ー ~(a, i, u, e, o) ~[Vː] \| っ・ッ (будь-який приголосний) [Cː] \| | \| довгий голосний \| подвоєний приголосний \| \| --------------------------------------------------- \| ----------------------------------- \| \| 〜（あ、い、う、え、お）・ー ~(a, i, u, e, o) ~[Vː] \| っ・ッ (будь-який приголосний) [Cː] \| | \| довгий голосний \| подвоєний приголосний \| \| --------------------------------------------------- \| ----------------------------------- \| \| 〜（あ、い、う、え、お）・ー ~(a, i, u, e, o) ~[Vː] \| っ・ッ (будь-який приголосний) [Cː] \| | \| довгий голосний \| подвоєний приголосний \| \| --------------------------------------------------- \| ----------------------------------- \| \| 〜（あ、い、う、え、お）・ー ~(a, i, u, e, o) ~[Vː] \| っ・ッ (будь-який приголосний) [Cː] \| | \| довгий голосний \| подвоєний приголосний \| \| --------------------------------------------------- \| ----------------------------------- \| \| 〜（あ、い、う、え、お）・ー ~(a, i, u, e, o) ~[Vː] \| っ・ッ (будь-який приголосний) [Cː] \| |
| b                                                   | ば・バ ba [ba]                      | び・ビ bi [bi]           | ぶ・ブ bu [bu]                   | べ・ベ be [be]                   | ぼ・ボ bo [bo]                   |                      |                    |                      |                    |                      | \| довгий голосний \| подвоєний приголосний \| \| --------------------------------------------------- \| ----------------------------------- \| \| 〜（あ、い、う、え、お）・ー ~(a, i, u, e, o) ~[Vː] \| っ・ッ (будь-який приголосний) [Cː] \| | \| довгий голосний \| подвоєний приголосний \| \| --------------------------------------------------- \| ----------------------------------- \| \| 〜（あ、い、う、え、お）・ー ~(a, i, u, e, o) ~[Vː] \| っ・ッ (будь-який приголосний) [Cː] \| | \| довгий голосний \| подвоєний приголосний \| \| --------------------------------------------------- \| ----------------------------------- \| \| 〜（あ、い、う、え、お）・ー ~(a, i, u, e, o) ~[Vː] \| っ・ッ (будь-який приголосний) [Cː] \| | \| довгий голосний \| подвоєний приголосний \| \| --------------------------------------------------- \| ----------------------------------- \| \| 〜（あ、い、う、え、お）・ー ~(a, i, u, e, o) ~[Vː] \| っ・ッ (будь-який приголосний) [Cː] \| | \| довгий голосний \| подвоєний приголосний \| \| --------------------------------------------------- \| ----------------------------------- \| \| 〜（あ、い、う、え、お）・ー ~(a, i, u, e, o) ~[Vː] \| っ・ッ (будь-який приголосний) [Cː] \| | \| довгий голосний \| подвоєний приголосний \| \| --------------------------------------------------- \| ----------------------------------- \| \| 〜（あ、い、う、え、お）・ー ~(a, i, u, e, o) ~[Vː] \| っ・ッ (будь-який приголосний) [Cː] \| |
| p                                                   | ぱ・パ pa [pa]                      | ぴ・ピ pi [pi]           | ぷ・プ pu [pu]                   | ぺ・ペ pe [pe]                   | ぽ・ポ po [po]                   |                      |                    |                      |                    |                      | \| довгий голосний \| подвоєний приголосний \| \| --------------------------------------------------- \| ----------------------------------- \| \| 〜（あ、い、う、え、お）・ー ~(a, i, u, e, o) ~[Vː] \| っ・ッ (будь-який приголосний) [Cː] \| | \| довгий голосний \| подвоєний приголосний \| \| --------------------------------------------------- \| ----------------------------------- \| \| 〜（あ、い、う、え、お）・ー ~(a, i, u, e, o) ~[Vː] \| っ・ッ (будь-який приголосний) [Cː] \| | \| довгий голосний \| подвоєний приголосний \| \| --------------------------------------------------- \| ----------------------------------- \| \| 〜（あ、い、う、え、お）・ー ~(a, i, u, e, o) ~[Vː] \| っ・ッ (будь-який приголосний) [Cː] \| | \| довгий голосний \| подвоєний приголосний \| \| --------------------------------------------------- \| ----------------------------------- \| \| 〜（あ、い、う、え、お）・ー ~(a, i, u, e, o) ~[Vː] \| っ・ッ (будь-який приголосний) [Cː] \| | \| довгий голосний \| подвоєний приголосний \| \| --------------------------------------------------- \| ----------------------------------- \| \| 〜（あ、い、う、え、お）・ー ~(a, i, u, e, o) ~[Vː] \| っ・ッ (будь-який приголосний) [Cː] \| | \| довгий голосний \| подвоєний приголосний \| \| --------------------------------------------------- \| ----------------------------------- \| \| 〜（あ、い、う、え、お）・ー ~(a, i, u, e, o) ~[Vː] \| っ・ッ (будь-який приголосний) [Cː] \| |
| m                                                   | ま・マ ma [ma]                      | み・ミ mi [mi]           | む・ム mu [mu]                   | め・メ me [me]                   | も・モ mo [mo]                   | みゃ・ミャ mya [mʲa] |                    | みゅ・ミュ myu [mʲu] |                    | みょ・ミョ myo [mʲo] | \| довгий голосний \| подвоєний приголосний \| \| --------------------------------------------------- \| ----------------------------------- \| \| 〜（あ、い、う、え、お）・ー ~(a, i, u, e, o) ~[Vː] \| っ・ッ (будь-який приголосний) [Cː] \| | \| довгий голосний \| подвоєний приголосний \| \| --------------------------------------------------- \| ----------------------------------- \| \| 〜（あ、い、う、え、お）・ー ~(a, i, u, e, o) ~[Vː] \| っ・ッ (будь-який приголосний) [Cː] \| | \| довгий голосний \| подвоєний приголосний \| \| --------------------------------------------------- \| ----------------------------------- \| \| 〜（あ、い、う、え、お）・ー ~(a, i, u, e, o) ~[Vː] \| っ・ッ (будь-який приголосний) [Cː] \| | \| довгий голосний \| подвоєний приголосний \| \| --------------------------------------------------- \| ----------------------------------- \| \| 〜（あ、い、う、え、お）・ー ~(a, i, u, e, o) ~[Vː] \| っ・ッ (будь-який приголосний) [Cː] \| | \| довгий голосний \| подвоєний приголосний \| \| --------------------------------------------------- \| ----------------------------------- \| \| 〜（あ、い、う、え、お）・ー ~(a, i, u, e, o) ~[Vː] \| っ・ッ (будь-який приголосний) [Cː] \| | \| довгий голосний \| подвоєний приголосний \| \| --------------------------------------------------- \| ----------------------------------- \| \| 〜（あ、い、う、え、お）・ー ~(a, i, u, e, o) ~[Vː] \| っ・ッ (будь-який приголосний) [Cː] \| |
| r                                                   | ら・ラ ra [ɾa]                      | り・リ ri [ɾi]           | る・ル ru [ɾu]                   | れ・レ re [ɾe]                   | ろ・ロ ro [ɾo]                   | りゃ・リャ rya [ɾʲa] |                    | りゅ・リュ ryu [ɾʲu] |                    | りょ・リョ ryo [ɾʲo] | \| довгий голосний \| подвоєний приголосний \| \| --------------------------------------------------- \| ----------------------------------- \| \| 〜（あ、い、う、え、お）・ー ~(a, i, u, e, o) ~[Vː] \| っ・ッ (будь-який приголосний) [Cː] \| | \| довгий голосний \| подвоєний приголосний \| \| --------------------------------------------------- \| ----------------------------------- \| \| 〜（あ、い、う、え、お）・ー ~(a, i, u, e, o) ~[Vː] \| っ・ッ (будь-який приголосний) [Cː] \| | \| довгий голосний \| подвоєний приголосний \| \| --------------------------------------------------- \| ----------------------------------- \| \| 〜（あ、い、う、え、お）・ー ~(a, i, u, e, o) ~[Vː] \| っ・ッ (будь-який приголосний) [Cː] \| | \| довгий голосний \| подвоєний приголосний \| \| --------------------------------------------------- \| ----------------------------------- \| \| 〜（あ、い、う、え、お）・ー ~(a, i, u, e, o) ~[Vː] \| っ・ッ (будь-який приголосний) [Cː] \| | \| довгий голосний \| подвоєний приголосний \| \| --------------------------------------------------- \| ----------------------------------- \| \| 〜（あ、い、う、え、お）・ー ~(a, i, u, e, o) ~[Vː] \| っ・ッ (будь-який приголосний) [Cː] \| | \| довгий голосний \| подвоєний приголосний \| \| --------------------------------------------------- \| ----------------------------------- \| \| 〜（あ、い、う、え、お）・ー ~(a, i, u, e, o) ~[Vː] \| っ・ッ (будь-який приголосний) [Cː] \| |
| довгий голосний                                     | подвоєний приголосний               |                          |                                  |                                  |                                  |                      |                    |                      |                    |                      | | | | | | |
| 〜（あ、い、う、え、お）・ー ~(a, i, u, e, o) ~[Vː] | っ・ッ (будь-який приголосний) [Cː] |                          |                                  |                                  |                                  |                      |                    |                      |                    |                      | | | | | | |

## Граматика
В окінавській мові слова речення розміщуються в порядку підмет>додаток>присудок і, як і в японській мові, широко використовуються частки. В окінавських діалектах збереглося чимало граматичних особливостей класичної літературної японської мови, зокрема, відмінність між термінальною (заключною) (終止形 Shūshikei) та атрибутивною (連体形 Rentaikei) формами, частки родового відмінку が ga (особливість втрачена в діалекті Шюрі), частки називного відмінку ぬ nu (її відповідник у японській мові — の no).